# 普斯陶村
普斯陶村（匈牙利語：Pusztafalu）是匈牙利包尔绍德-奥包乌伊-曾普伦州所辖的一个村。总面积7.00平方公里，总人口208，人口密度29.7人/平方公里（2011年1月1日）。